# Spoor (bloem)
Een spoor bij een bloem is een hol, meestal vrij conisch uitsteeksel aan de voet van een kelkblad, kroonblad of vergroeide kroon. In de spoor van een kroonblad zit meestal nectar. De spoor kan recht, gekromd, opstaand, afstaand of naar beneden gericht zijn.
|  |  |
|  |  |
|  |  |